# ExaScaler
ExaScaler（エクサスケーラー）は、液浸冷却システムおよびスーパーコンピューターの研究開発および販売を事業とする企業である。

## 概要
ExaScaler社の冷却手法は、電気伝導性がない不活性液体を冷媒に使用した独自の液浸冷却に特徴がある。
熱伝導率の高い銅材を介して冷媒の水で主要な半導体を冷却している一般の液冷手法とは異なり、高沸点のフッ化炭素を冷媒として使用し、冷媒内にシステム基板全体を液浸することにより、PSU（Power Supply Unit）や DCDC 変換装置、密閉型ハードディスク、SSD などのシステム基板上の全ての部品を均質に、効率よく冷却する。
ExaScaler社はPEZY Computing社と共に、スーパーコンピューターの開発を行っている。ExaScaler社が液浸冷却の技術開発、PEZY Computing社がMIMD型マルチコアプロセッサーの開発を担当する。既設のスーパーコンピュータには理化学研究所設置のShoubu(菖蒲)、Satsuki(皐月)、他がある。
スーパーコンピュータの絶対演算性能を競う世界ランキングTOP500にエントリーされたスーパーコンピュータの中から1W当たりの演算性能を競う省エネランキングGreen500においては、PEZY Computingと共に僅か7ヶ月間で初めて開発した小規模スーパーコンピュータが2014年11月に世界第2位を獲得。2015年7月には世界第1位から第3位を独占した。2016年11月ランキングにおいては、理化学研究所設置のスーパーコンピュータ Shoubu(菖蒲)が3期連続の世界第1位を獲得している。

## 沿革
- 2014年4月1日 ‐ 設立
- 2014年8月 ‐ 高エネルギー加速器研究機構計算科学センターと共同研究契約を締結する
- 2014年10月 ‐ 東京大学理学部情報科学科と共同研究契約を締結する
- 2015年2月 ‐ HPCシステムズと販売代理店契約を締結する
- 2015年5月28日 ‐ 豊田通商と販売代理店契約を締結する[2]
- 2015年6月5日 ‐ 富士通のベンチャーキャピタルと資本提携する[3][4]
- 2017年7月 - ヤフーにスーパーコンピューターkukaiを納品[5] 。

## 不祥事
代表取締役会長の齊藤元章（兄弟会社である株式会社PEZY Computingの代表取締役社長）が助成金をだまし取ったとして東京地方裁判所に起訴された。
科学技術振興機構（JST）は2018年3月30日、スーパーコンピュータの開発を委託していたExaScalerに対し開発中止を決め、支払った開発費約52億円を全額返還するよう求めたと発表した。